# Greiggs
Greiggs ist ein Ort auf der Insel St. Vincent, die dem Staat St. Vincent und die Grenadinen angehört. Der Ort liegt in den Bergen im Osten der Insel  und gehört zum Kirchspiel Charlotte.
In den 1980ern lebten hier 200 Kariben. Sie geben an, von Aufständischen des 2. Karibenkrieges abzustammen, die sich jahrelang auf dem Petit Bonhomme Berg am Ende des Massarica Tals verstecken konnten.
Der Garifuna John Nero hat 2019 in Greiggs einen Garten angelegt, der traditionelle Kulturpflanzen und die Art ihres Anbaus zeigt. Der Garten wird durch Führungen erschlossen.